# Матіас Осадчук
Маті́ас Осадчу́к (ісп. Matías Osadczuk, нар.22 квітня 1997, Буенос-Айрес, Аргентина) — аргентинський регбіст. Бронзовий призер Олімпійських ігор 2020 року. Переможець Панамериканських ігор 2019 року. Учасник Олімпійських ігор 2024 року. Має українське походження — родина спортсмена походить з міста Коломия.